# Olpermühle
Olpermühle ist ein Wohnplatz in der Gemeinde Kürten im Rheinisch-Bergischen Kreis.

## Lage und Beschreibung
Der Ort liegt östlich von Olpe.

## Geschichte
Die Topographia Ducatus Montani des Erich Philipp Ploennies aus dem Jahre 1715, Blatt Amt Steinbach, belegt, dass der Ort bereits 1715 als Mühle bestand und als Mühle bezeichnet wurde. Aus der Charte des Herzogthums Berg 1789 von Carl Friedrich von Wiebeking geht hervor, dass Olpermühle zu dieser Zeit Teil der Honschaft Olpe im Kirchspiel Kürten im Landgericht Kürten war.
Unter der französischen Verwaltung zwischen 1806 und 1813 wurde das Amt Steinbach aufgelöst und Olpermühle wurde politisch der Mairie Olpe im Kanton Wipperfürth  im Arrondissement Elberfeld zugeordnet. 1816 wandelten die Preußen die Mairie zur Bürgermeisterei Olpe im Kreis Wipperfürth.
Olpermühle gehörte zu dieser Zeit zur Gemeinde Olpe.
Der Ort ist auf der Topographischen Aufnahme der Rheinlande von 1824 als Mühle verzeichnet. Ab der Preußischen Neuaufnahme von 1892 ist er auf Messtischblättern regelmäßig als Olper Mühle verzeichnet.
1822 lebten 28 Menschen im als Hof kategorisierten und Oelpe bezeichneten Ort. 1830 hatte der Ort 31 Einwohner und wurde mit Oelpe bezeichnet. Der 1845 laut der Uebersicht des Regierungs-Bezirks Cöln als Hof, Frucht- und Knochenmühle kategorisierte Ort besaß zu dieser Zeit sechs Wohnhäuser. Zu dieser Zeit lebten 38 Einwohner im Oelpe genannten Ort, davon 17 katholischen und 21 evangelischen Bekenntnisses.
1895 hatte der Ort ein Wohnhaus und sieben Einwohner. 1905 besaß der Ort ein Wohnhaus und elf Einwohner und gehörte konfessionell zum katholischen Kirchspiel Olpe und zum evangelischen Kirchspiel Delling.
1927 wurden die Bürgermeisterei Olpe in das Amt Olpe überführt. In der Weimarer Republik wurden 1929 die Ämter Kürten mit den Gemeinden Kürten und Bechen und Olpe mit den Gemeinden Olpe und Wipperfeld zum Amt Kürten zusammengelegt. Der Kreis Wipperfürth ging am 1. Oktober 1932 in den Rheinisch-Bergischen Kreis mit Sitz in Bergisch Gladbach auf.
1975 entstand aufgrund des Köln-Gesetzes die heutige Gemeinde Kürten, zu der neben den Ämtern Kürten, Bechen und Olpe ein Teilgebiet der Stadt Bensberg mit Dürscheid und den umliegenden Gebieten kam.

## Die Mühle
Die Olper Mühle wurde 1383 erstmals als „Die Moele In der Oelpen“ urkundlich erwähnt und wurde als Getreidemühle, die durch den Olpebach angetrieben wurde, genutzt. 1795 ging der Besitz an die heutigen Eigentümer, die Familie Haasbach. Die Mühle war bis 1958 in Betrieb.

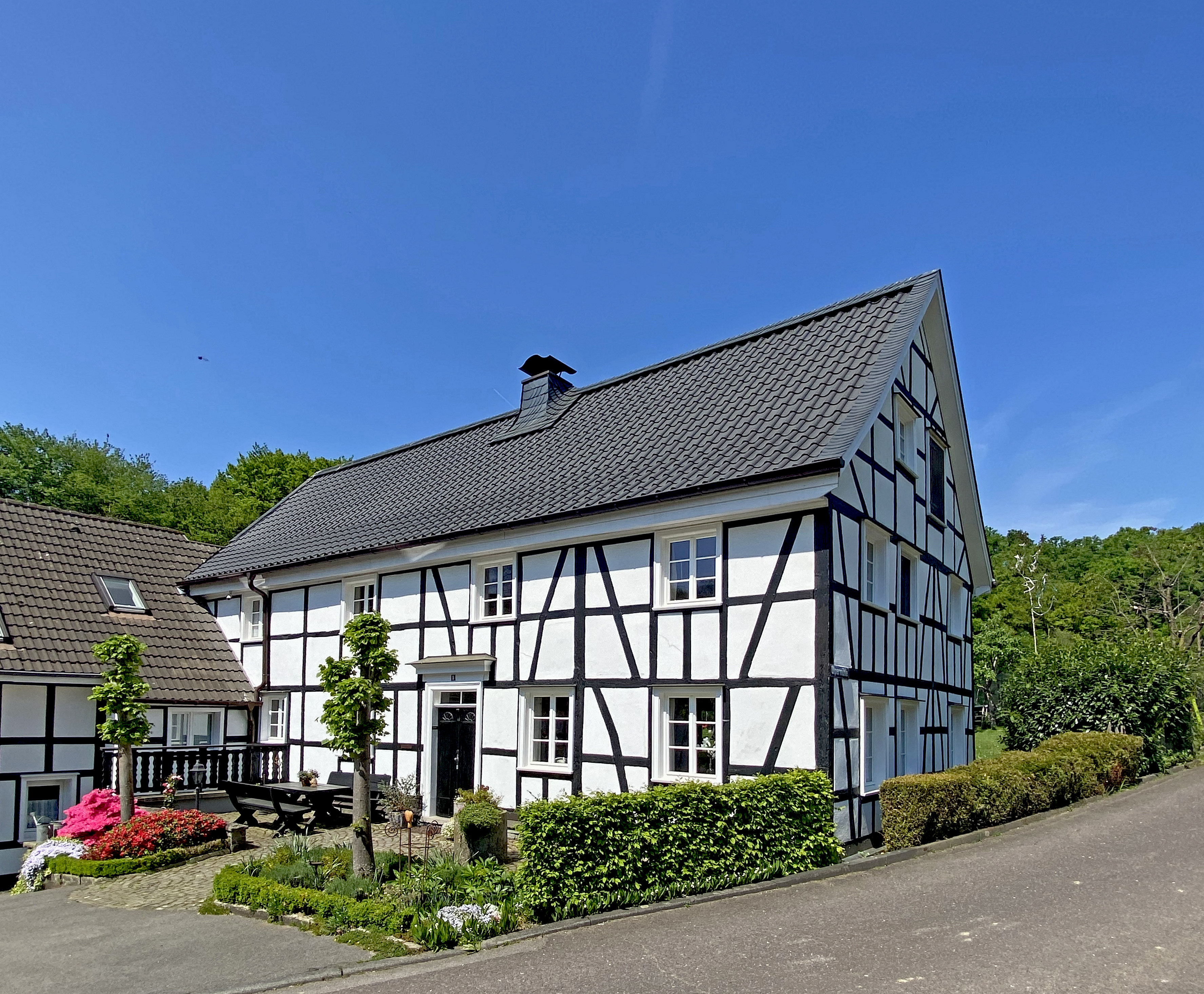
Olpermühle 8
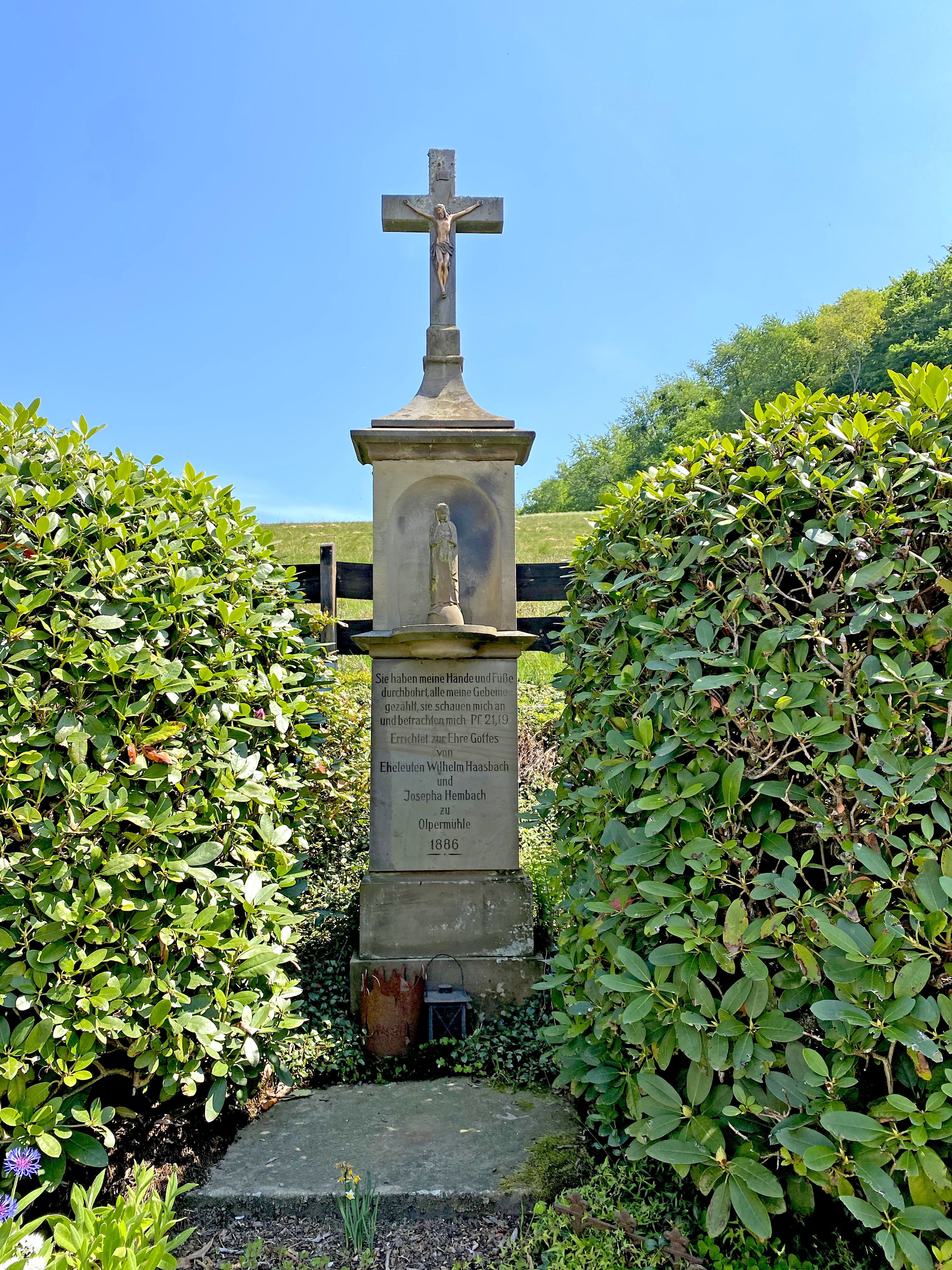
Wegekreuz Olpermühle